# Ergebnisse der Kommunalwahlen in Lausanne
In der folgenden Liste werden die Ergebnisse der Kommunalwahlen in Lausanne aufgelistet. Es werden die Ergebnisse der Stadtratswahlen von 1949 bis 2016 angegeben. Das Feld der Partei, die bei der jeweiligen Wahl die meisten Sitze erhalten hat, ist farblich gekennzeichnet.

## Parteien
- CVP: Christlichdemokratische Volkspartei (Parti démocrate-chrétien suisse)[2][3][4]
1949 bis 1973: Parti Chrétien-Social (PChS)
1977 bis 1985: Parti Démocrate-Chrétien (PDC)
1989 bis 1993: Renouveau Centre (Bündnis mit SVP)
1997: Parti Démocrate-Chrétien (PDC)
2001: Renouveau Centre (Bündnis mit SVP)
2006: LausannEnsemble (Bündnis mit FDP und LPS)
2011: Parti Démocrate-Chrétien (PDC)
2016: Le Centre (Bündnis mit GLP)
2021: Le Centre (ohne GLP)
- FDP: Freisinnig-Demokratische Partei (Parti radical-démocratique suisse) (vor 2009) bzw. FDP.Die Liberalen (PLR.Les Libéraux-Radicaux) (nach 2009)
1949 bis 2001: Parti radical-démocratique (PRD)
2006: LausannEnsemble (Bündnis mit LPS und CVP)
Fusion mit LPS im Jahr 2009
seit 2011: PLR.Les Libéraux-Radicaux (PLR)
- GPS: Grüne Partei der Schweiz (Les Verts)
1973: Mouvement populaire pour l'environnement (MPE)
1977 bis 1993: Groupement pour la protection de l’environnement (GPE)
Seit 1997: Les Verts – Mouvement écologiste
- GLP: Grünliberale Partei (Vert'libéraux)
2011: Vert'libéraux (PVL)
2016: Le Centre (Bündnis mit CVP)
2021: Vert'libéraux (PVL)
- JR: Jungfreisinnige (Jeunes radicaux)
- Linke: Partei der Arbeit (Parti Ouvrier Populaire & Gauche en Mouvement) und solidaritéS (Sol.) 
1949 bis 2001: Parti Ouvrier Populaire (POP)
2006: À Gauche toute! (Bündnis POP & Gauche en Mouvement und Sol.)[5][6]
2011: La Gauche (Bündnis POP & Gauche en Mouvement, Sol. und Unabhängige)[7]
seit 2016: Ensemble à Gauche (Bündnis POP & Gauche en Mouvement, Sol. und Unabhängige)
- LPS: Liberale Partei der Schweiz (Parti Libéral Suisse)
1949 bis 2001: Parti Libéral (PLS)
2006: LausannEnsemble (Bündnis mit FDP und CVP)
Fusion mit FDP im Jahr 2009
seit 2011: PLR.Les Libéraux-Radicaux (PLR) (→ siehe FDP)
- NA: Nationale Aktion (Action Nationale)
1973: Action Nationale – Mouvement National d'action républicaine et sociale (AN–MNA)
1985: Action Nationale – Vigilance
1998: Démocrates Suisses
2011: Action Nationale – Démocrates Suisses
- SP: Sozialdemokratische Partei der Schweiz (Parti socialiste suisse)
- SVP: Schweizerische Volkspartei (Union démocratique du centre)
1985: Union démocratique du centre (UDC)
1989 bis 1993: Renouveau Centre (Bündnis mit CVP)
1997: Renouveau Centre (ohne CVP)
2001: Renouveau Centre (Bündnis mit CVP)
seit 2006: Union démocratique du centre (UDC)

## Stadtgemeinde (Exekutive)
Die Stadtgemeinde (Municipalité) besteht aus 7 Mitgliedern die nach Majorzwahl in zwei Wahlgängen gewählt werden. Danach wird von den gewählten Regierungsmitgliedern ein Stadtpräsident (Syndic) gewählt. Nachfolgend sind die Sitzverteilungen der Stadtgemeinde seit 1949 angegeben. Die Partei mit den meisten Sitzen ist in der Tabelle farblich markiert. Die Partei des Stadtpräsidenten ist fettgedruckt.
| Jahr | Gesamt | Linke | GPS | SP | CVP | FDP | LPS   | Stadtpräsident                |
| ---- | ------ | ----- | --- | -- | --- | --- | ----- | ----------------------------- |
| 1949 | 7      |       |     | 2  |     | 3   | 2     | Jean Peitrequin (FDP)         |
| 1953 | 7      |       |     | 2  |     | 3   | 2     | Jean Peitrequin (FDP)         |
| 1957 | 7      |       |     | 3  |     | 3   | 1     | Georges-André Chevallaz (FDP) |
| 1961 | 7      |       |     | 2  |     | 3   | 2     | Georges-André Chevallaz (FDP) |
| 1965 | 7      |       |     | 2  |     | 3   | 2     | Georges-André Chevallaz (FDP) |
| 1969 | 7      |       |     | 2  | 1   | 3   | 1     | Georges-André Chevallaz (FDP) |
| 1973 | 7      |       |     | 3  | 1   | 2   | 1     | Jean-Pascal Delamuraz (FDP)   |
| 1977 | 7      |       | 1   | 3  |     | 2   | 1     | Jean-Pascal Delamuraz (FDP)   |
| 1981 | 7      |       |     | 2  |     | 3   | 2     | Paul-René Martin (FDP)        |
| 1985 | 7      |       |     | 3  |     | 3   | 1     | Paul-René Martin (FDP)        |
| 1989 | 7      |       | 1   | 3  |     | 2   | 1     | Yvette Jaggi (SP)             |
| 1993 | 7      |       | 1   | 3  |     | 2   | 1     | Yvette Jaggi (SP)             |
| 1997 | 7      | 1     | 1   | 3  |     | 2   |       | Jean-Jacques Schilt (SP)      |
| 2001 | 7      |       | 1   | 3  |     | 2   | 1     | Daniel Brélaz (GPS)           |
| 2006 | 7      | 1     | 2   | 3  |     | 1   | → FDP | Daniel Brélaz (GPS)           |
| 2011 | 7      | 1     | 2   | 3  |     | 1   |       | Daniel Brélaz (GPS)           |
| 2016 | 7      | 1     | 2   | 3  |     | 1   |       | Grégoire Junod (SP)           |
| 2021 | 7      | 1     | 2   | 3  |     | 1   |       | Grégoire Junod (SP)           |

## Stadtrat (Legislative)

### Sitzverteilung
Der Stadtrat (Conseil communal) besteht aus 100 Mitgliedern. Nachfolgend sind die Sitzverteilungen seit 1949 angegeben.
| Jahr | Gesamt | Linke | GPS | SP | GLP | CVP | JR    | FDP | LPS   | SVP | NA |
| ---- | ------ | ----- | --- | -- | --- | --- | ----- | --- | ----- | --- | -- |
| 1949 | 100    | 23    |     | 22 |     | 7   |       | 34  | 14    |     |    |
| 1953 | 100    | 19    |     | 29 |     | 7   |       | 32  | 13    |     |    |
| 1957 | 100    | 16    |     | 32 |     | 8   | 9     | 23  | 12    |     |    |
| 1961 | 100    | 14    |     | 26 |     | 10  | 5     | 27  | 18    |     |    |
| 1965 | 100    | 20    |     | 29 |     | 9   | → FDP | 25  | 17    |     |    |
| 1969 | 100    | 19    |     | 29 |     | 8   |       | 29  | 15    |     |    |
| 1973 | 100    | 14    | 5   | 27 |     | 8   |       | 25  | 12    |     | 9  |
| 1977 | 100    | 13    | 8   | 31 |     | 8   |       | 27  | 13    |     | 0  |
| 1981 | 100    | 8     | 8   | 31 |     | 9   |       | 27  | 17    |     | 0  |
| 1985 | 100    | 0     | 12  | 28 |     | 6   |       | 24  | 14    | 0   | 16 |
| 1989 | 100    | 6     | 16  | 30 |     | 7   |       | 25  | 16    | CVP | 0  |
| 1993 | 100    | 9     | 11  | 32 |     | 6   |       | 27  | 15    | CVP |    |
| 1997 | 100    | 13    | 12  | 35 |     | 0   |       | 26  | 14    | 0   | 0  |
| 2001 | 100    | 10    | 16  | 29 |     | 9   |       | 24  | 12    | CVP |    |
| 2006 | 100    | 12    | 22  | 30 |     | FDP |       | 28  | → FDP | 8   |    |
| 2011 | 100    | 13    | 20  | 29 | 0   | 0   |       | 24  |       | 14  | 0  |
| 2016 | 100    | 11    | 17  | 33 | CVP | 6   |       | 21  |       | 12  |    |
| 2021 | 100    | 13    | 24  | 29 | 6   | 0   |       | 21  |       | 7   |    |

### Grafische Darstellung
| 1949 Insgesamt 100 Sitze - PdA: 23 - SP: 22 - CVP: 7 - FDP: 34 - LPS: 14                | 1953 Insgesamt 100 Sitze - PdA: 19 - SP: 29 - CVP: 7 - FDP: 32 - LPS: 13                    | 1957 Insgesamt 100 Sitze - PdA: 16 - SP: 32 - CVP: 8 - JR: 9 - FDP: 23 - LPS: 12    | 1961 Insgesamt 100 Sitze - PdA: 14 - SP: 26 - CVP: 10 - JR: 5 - FDP: 27 - LPS: 18        | 1965 Insgesamt 100 Sitze - PdA: 20 - SP: 29 - CVP: 9 - FDP: 25 - LPS: 17            |
| 1969 Insgesamt 100 Sitze - PdA: 19 - SP: 29 - CVP: 8 - FDP: 29 - LPS: 15                | 1973 Insgesamt 100 Sitze - PdA: 14 - Grüne: 5 - SP: 27 - CVP: 8 - FDP: 25 - LPS: 12 - NA: 9 | 1977 Insgesamt 100 Sitze - PdA: 13 - Grüne: 8 - SP: 31 - CVP: 8 - FDP: 27 - LPS: 13 | 1981 Insgesamt 100 Sitze - PdA: 8 - Grüne: 8 - SP: 31 - CVP: 9 - FDP: 27 - LPS: 17       | 1985 Insgesamt 100 Sitze - Grüne: 12 - SP: 28 - CVP: 6 - FDP: 24 - LPS: 14 - NA: 16 |
| 1989 Insgesamt 100 Sitze - PdA: 6 - Grüne: 16 - SP: 30 - CVP/SVP: 7 - FDP: 25 - LPS: 16 | 1993 Insgesamt 100 Sitze - PdA: 9 - Grüne: 11 - SP: 32 - CVP/SVP: 6 - FDP: 27 - LPS: 15     | 1997 Insgesamt 100 Sitze - PdA: 13 - Grüne: 12 - SP: 35 - FDP: 26 - LPS: 14         | 2001 Insgesamt 100 Sitze - PdA: 10 - Grüne: 16 - SP: 29 - CVP/SVP: 9 - FDP: 24 - LPS: 12 | 2006 Insgesamt 100 Sitze - AGT: 12 - Grüne: 22 - SP: 30 - FDP/LPS/CVP: 28 - SVP: 8  |
| 2011 Insgesamt 100 Sitze - LG: 13 - Grüne: 20 - SP: 29 - FDP: 24 - SVP: 14              | 2016 Insgesamt 100 Sitze - EàG: 11 - Grüne: 17 - SP: 33 - CVP/glp: 6 - FDP: 21 - SVP: 12    | 2021 Insgesamt 100 Sitze - EàG: 13 - Grüne: 24 - SP: 29 - GLP: 6 - FDP: 21 - SVP: 7 |                                                                                          |                                                                                     |